# Juan O'Gorman
Juan O'Gorman O'Gorman (Coyoacán, 6 juli 1905 - Mexico-Stad, 17 januari 1982) was een Mexicaans schilder en architect.
O'Gorman was afkomstig uit een familie van Ierse afkomst, en was de broer van de historicus Edmundo O'Gorman. O'Gorman studeerde architectuur aan de Academie van San Carlos en aan de Nationale Autonome Universiteit van Mexico (UNAM). Onder invloed van Le Corbusier ontwikkelde hij zich tot een invloedrijk architect en hij introduceerde Le Corbusiers functionalisme in Mexico. Later nam hij Frank Lloyd Wrights organische architectuur over. Gedurende een groot deel van zijn carrière was hij hoogleraar aan het Nationaal Polytechnisch Instituut (IPN).
Bekende bouwwerken van O'Gorman zijn het nieuwe hoofdgebouw van de Banco de México, het huis en de studio van Diego Rivera en Frida Kahlo in het stadsdeel San Ángel van Mexico-Stad, en verschillende huizen in de wijk Jardines del Pedregal, waar hij ook zijn eigen huis heeft ontworpen, dat later echter werd vernietigd. Zijn bekendste ontwerp is waarschijnlijk de centrale bibliotheek van de UNAM, dat hij ook zelf heeft beschilderd.

## Galerij

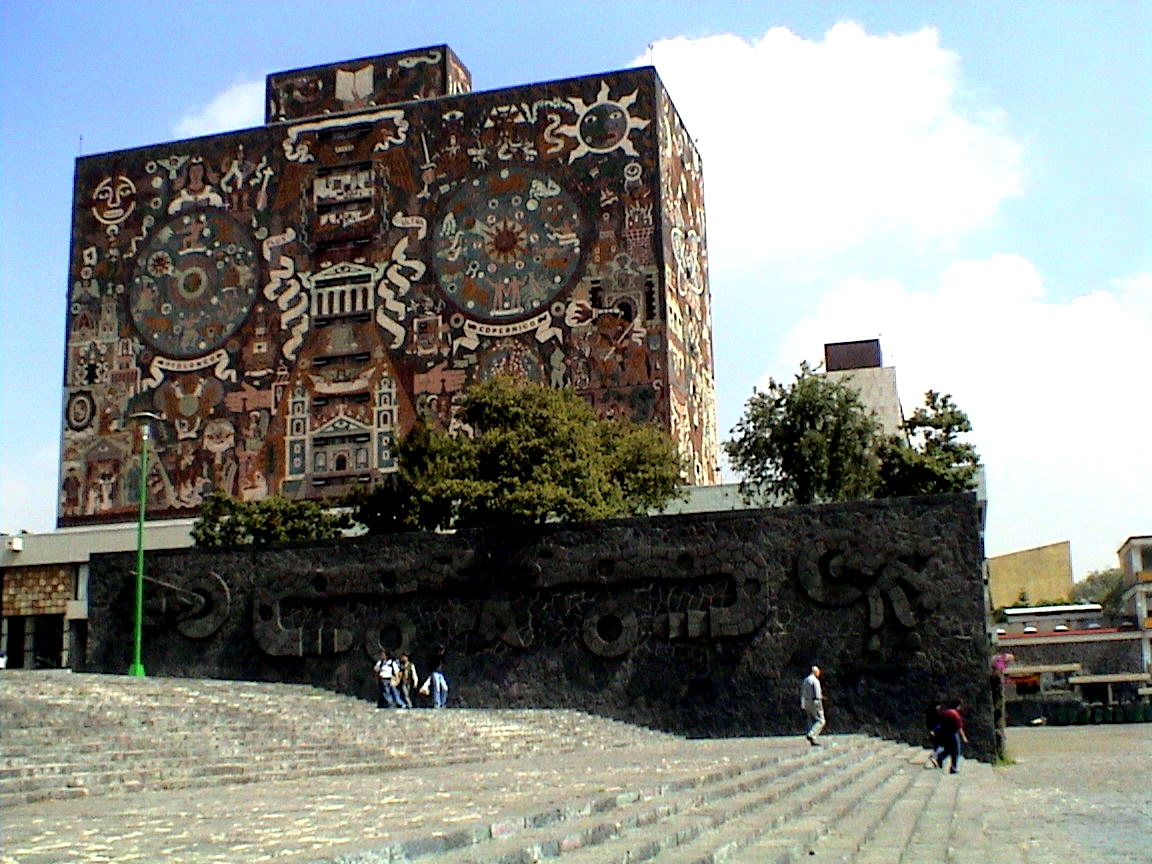
Het door O'Gorman beschilderde gebouw van de Nationale Autonome Universiteit van Mexico
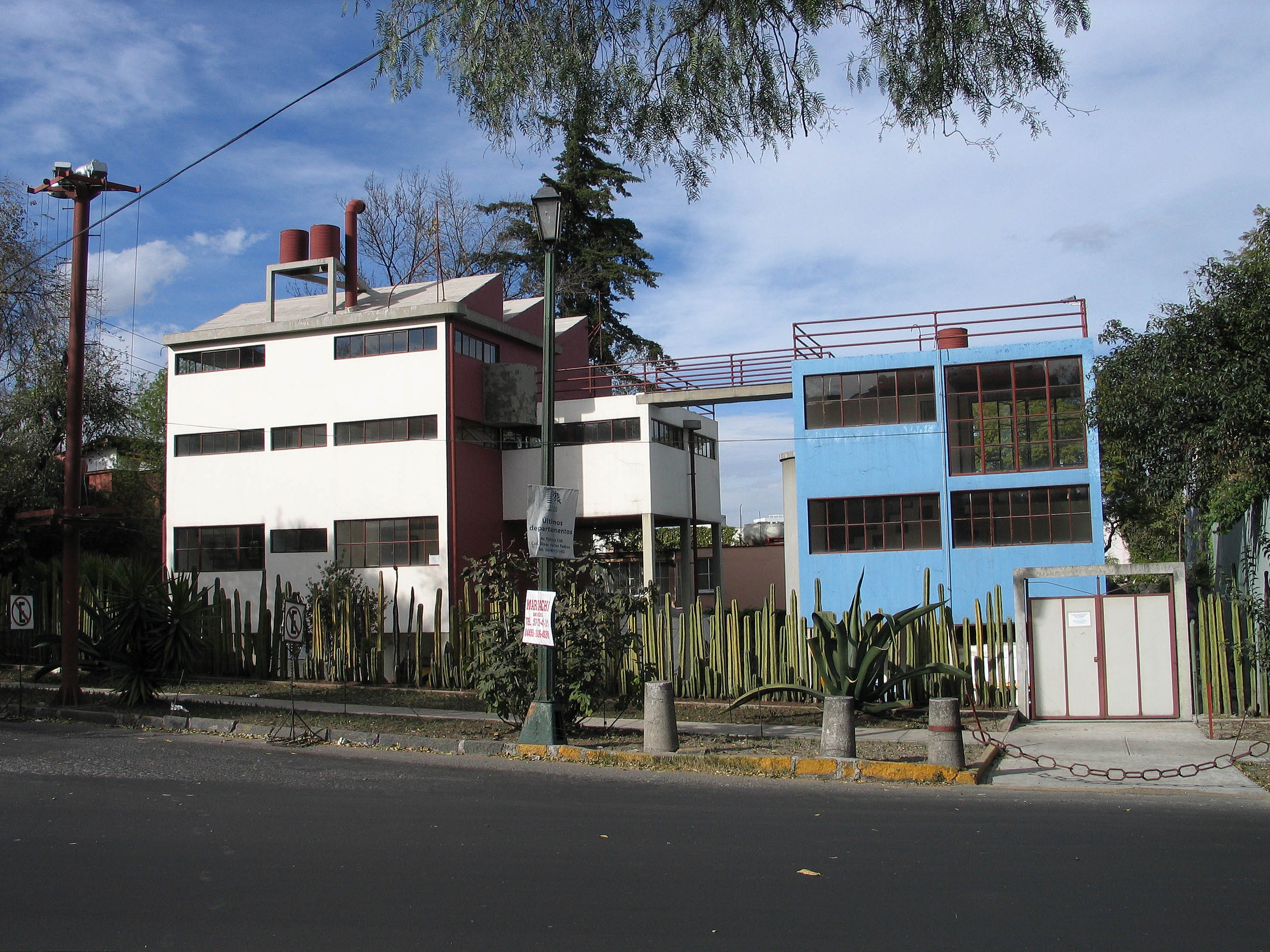
Woonhuis en studio van Frida Kahlo en Diego Rivera.
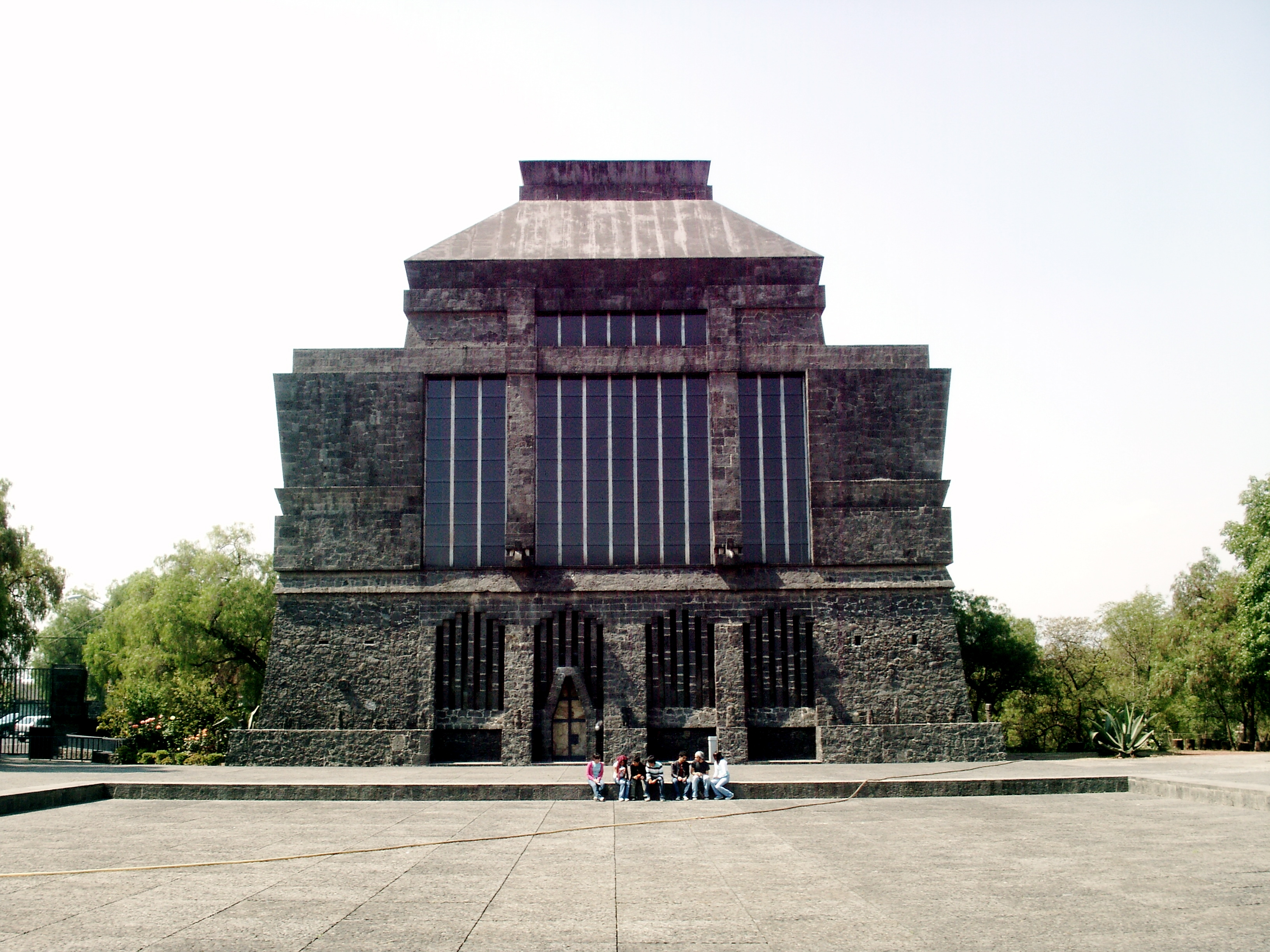
Het Anahuacalli Museum in Mexico-Stad.

- Bibliothèque nationale de France: cb15061346g (data)
- Catàleg d'autoritats de noms i títols de Catalunya: 981058515553706706
- Gemeinsame Normdatei: 122732022
- International Standard Name Identifier: 0000 0000 6633 3781
- Library of Congress Control Number: n81004393
- Nationale Bibliotheek van Israël: 987009441066805171
- Nederlandse Thesaurus van Auteursnamen: 181581434
- RKD-Nederlands Instituut voor Kunstgeschiedenis: 284440
- SNAC: w63b625j
- Système universitaire de documentation: 094256217
- Union List of Artist Names: 500085563
- Virtual International Authority File: 77204169
- WorldCat: E39PBJkMDJDK8tt3BX8dYDr6rq